# Каньйон (Техас)
Каньйон (англ. Canyon) — місто (англ. city) в США, в окрузі Рендалл штату Техас. Населення — 14 836 осіб (2020).

## Географія
Каньйон розташований за координатами 34°59′34″ пн. ш. 101°54′43″ зх. д. / 34.99278° пн. ш. 101.91194° зх. д. (34.992814, -101.911998).  За даними Бюро перепису населення США в 2010 році місто мало площу 17,86 км², з яких 17,80 км² — суходіл та 0,07 км² — водойми.

### Клімат
| Клімат : Каньйон      | Клімат : Каньйон | Клімат : Каньйон | Клімат : Каньйон | Клімат : Каньйон | Клімат : Каньйон | Клімат : Каньйон | Клімат : Каньйон | Клімат : Каньйон | Клімат : Каньйон | Клімат : Каньйон | Клімат : Каньйон | Клімат : Каньйон | Клімат : Каньйон |
| Показник              | Січ.             | Лют.             | Бер.             | Квіт.            | Трав.            | Черв.            | Лип.             | Серп.            | Вер.             | Жовт.            | Лист.            | Груд.            | Рік              |
| Середній максимум, °C | 11,6             | 13,8             | 18,4             | 23,2             | 27,9             | 32,2             | 33,6             | 32,5             | 29,2             | 23,6             | 16,8             | 11,3             | 22,8             |
| Середній мінімум, °C  | −4,2             | −2,7             | 1,3              | 5,9              | 11,6             | 16,6             | 18,9             | 18,3             | 13,8             | 7,5              | 0,9              | −3,8             | 7,0              |
| Норма опадів, мм      | 15               | 12               | 27               | 28               | 62               | 85               | 57               | 83               | 55               | 46               | 19               | 16               | 506              |
| --------------------- | ---------------- | ---------------- | ---------------- | ---------------- | ---------------- | ---------------- | ---------------- | ---------------- | ---------------- | ---------------- | ---------------- | ---------------- | ---------------- |
| Джерело: NOAA         |                  |                  |                  |                  |                  |                  |                  |                  |                  |                  |                  |                  |                  |

## Демографія
Згідно з переписом 2010 року, у місті мешкали 13 303 особи в 5185 домогосподарствах у складі 2924 родин. Густота населення становила 745 осіб/км².  Було 5611 помешкання (314/км²).
Расовий склад населення:
| - 88,5 % — білих - 2,4 % — чорних або афроамериканців - 1,8 % — азіатів - 0,7 % — корінних американців - 0,1 % — вихідців з тихоокеанських островів - 4,7 % — осіб інших рас |

До двох чи більше рас належало 2,0 %. Частка іспаномовних становила 15,7 % від усіх жителів.
За віковим діапазоном населення розподілялося таким чином: 21,4 % — особи молодші 18 років, 68,5 % — особи у віці 18—64 років, 10,1 % — особи у віці 65 років та старші. Медіана віку мешканця становила 25,3 року. На 100 осіб жіночої статі у місті припадало 92,1 чоловіків;  на 100 жінок у віці від 18 років та старших — 90,1 чоловіків також старших 18 років.
Середній дохід на одне домашнє господарство  становив 60 329 доларів США (медіана — 43 027), а середній дохід на одну сім'ю — 79 913 долари (медіана — 64 758). Медіана доходів становила 43 423 долари для чоловіків та 37 143 долари для жінок. За межею бідності перебувало 20,1 % осіб, у тому числі 13,8 % дітей у віці до 18 років та 6,5 % осіб у віці 65 років та старших.
Цивільне працевлаштоване населення становило 7298 осіб. Основні галузі зайнятості: освіта, охорона здоров'я та соціальна допомога — 35,0 %, мистецтво, розваги та відпочинок — 14,2 %, роздрібна торгівля — 12,5 %.